# Jaegeria
Jaegeria là một chi thực vật có hoa trong họ Cúc (Asteraceae).

## Loài
Chi Jaegeria gồm các loài: